# I-bjælke
En I-bjælke, også kendt som en H-bjælke og universalbjælke er en bjælke med et I- eller H-formet tværsnit. I-bjælker er normalt fremstillet af stål og bruges til forskellige typer konstruktioner og bygningsværker.
Den opretstående flade gør, at den kan modstå tryk for oven eller neden, mens de tværgående flader gør, at den man modstå bøjninger fra siderne. Bjælketeori viser, at den I-formede sektion er meget god til at modstå både bøjninger og forskydning i planet. I-bjælker anvendes da de er meget lettere, end massive bjælker med samme styrke.